# Belal Darder
Belal Darder (El Cairo, 1998) es un fotoperiodista refugiado en España desde 2016, año en el que fue condenado a 15 años de cárcel por realizar fotografías del golpe de estado contra el régimen militar de Al Sisi en Egipto. El trabajo y estilo de Darder están influido por su experiencia de asilo y por el establecimiento de diálogos entre la cultura hispana y árabe.

## Trayectoria
Sus fotos del golpe de estado en Egipto, en 2016, le permitieron ingresar a las páginas internacionales y ser reconocido por su trabajo como foto-periodista.
Belal Darder ha realizado diferentes exposiciones como "Hasta 13 rostros que te hablan de cara" en la exposición ‘Autorretrato del refugio’ en el CaixaForum de Madrid.
El foto-periodista fue condenado a 15 años de cárcel por sus imágenes tras el golpe de Estado en Egipto en 2016. Vive como refugiado en Madrid.
En 2021 inició el proyecto “Letters to My Late Mother” (Cartas a mi madre fallecida). En esta serie, que todavía continúa en 2025, combina fotografía y escritura en forma de cartas dirigidas a su madre. El trabajo partió de recuerdos propios y de la identificación de la simbología y reminiscencias árabes que descubrió en ciertas tradiciones españolas, especialmente en la fiestas populares. Con esta iniciativa, Darder abrió una nueva línea de investigación y expresión que toma elementos de la etnografía, la fotografía y la epístola personal.
En 2022 presentó la exposición “Autorretrato del refugio” en CaixaForum Madrid, un trabajo que realiza en colaboración con CEAR Retrata a personas refugiadas en España y crea un mosaico de historias diversas que muestran rostros, miradas y trayectorias marcadas por el desplazamiento.
En 2023 fue uno de los ponentes del Green Social Summit, donde compartió su experiencia como fotógrafo y refugiado en un debate sobre sostenibilidad y justicia social.
Pero su historia también llegó a medios de comunicación. Testimonios sobre su vida y su trabajo fueron recogidos en espacios como World Press Photo Witness y 1000 Dreams Project. En estos medios se destaca su trayectoria personal y profesional, estrechamente vinculada a la fotografía y a la experiencia de haber tenido que buscar un segundo hogar lejos de su lugar de nacimiento.